# Distretto di İscehisar
Il distretto di İscehisar (in turco İscehisar ilçesi) è uno dei distretti della provincia di Afyonkarahisar, in Turchia.
| Controllo di autorità | VIAF (EN) 112144648633489744292 · BNF (FR) cb11993191v (data) |